# معركة محيط بوسان
معركة محيط بوسان هي معركة مصيرية قامت في أغسطس وسبتمبر 1950 بين قوات الأمم المتحدة وكوريا الجنوبية المشتركة وقوات كوريا الشمالية. يقع محيط بوسان في أقصى جنوب شرق كوريا حول مدينة بوسان وكانت أبعد منطقة وصلت إليها قوات كوريا الشمالية أثناء بداية الحرب الكورية وامتد حوالي 230 كم وتم تسميتها على اسم المدينة الساحلية بوسان وارتبط امتداده بمسار نهر ناكدونج. استُخدم محيط بوسان كرأس جسر جوي لتوصيل الامدادات والتدعيم حتى حدوث معركة انشون وبدء الهجوم المضاد ضد كوريا الشمالية.
تم حشد جيش قوامه 140,000 جندي من قوات الأمم المتحدة، بعد أن كانوا على شفا حافة الهزيمة، لاتخاذ مواقع دفاعية أخيرة ضد الجيش الشعبي الكوري، الذي يبلغ قوامه 98,000 جندي.

## الأحداث
أُجبرت قوات الأمم المتحدة، بعد هزيمتها مرارًا وتكرارًا على يد الجيش الشعبي الكوري المتقدم، على العودة إلى "محيط بوسان"، وهو خط دفاعي 140-ميل (230 كـم) حول منطقة تقع في الطرف الجنوبي الشرقي من كوريا الجنوبية والتي تضم ميناء بوسان. قامت قوات الأمم المتحدة، والتي تتكون في الغالب من قوات من جيش جمهورية كوريا (كوريا الجنوبية) والولايات المتحدة والمملكة المتحدة بوقفة دفاعية أخيرة حول المحيط، لصد هجمات جيش الشعب الكوري المتكررة لمدة ستة أسابيع حيث كانوا في إشتباك حول مدن تايجو، ماسان، وبوهانج ونهر ناكتونج. لم تنجح الهجمات الضخمة التي شنها الجيش الشعبي الكوري في إجبار قوات الأمم المتحدة على التراجع بعيدًا عن المحيط، على الرغم من الهجومين الكبيرين في أغسطس وسبتمبر.
شنت القوات الكورية الشمالية، التي كان يعوقها نقص الإمدادات والخسائر الفادحة، هجمات مستمرة على قوات الأمم المتحدة في محاولة لاختراق المحيط وتدمير الخط الدفاعي. استخدمت قوات الأمم المتحدة الميناء لحشد كبير جدًا في القوات والمعدات واللوجستيات، وظلت قوات الأمم المُتحدة البحرية والجوية دون تحدي أو تهديد من قبِل الجيش الشعبي الكوري. بعد ستة أسابيع، انهارت قوة الجيش الشعبي الكوري وتراجعت مهزومة بعد أن شنت قوة الأمم المتحدة إنزالًا بحرياً مضادًا في منطقة إنشون في 15 سبتمبر. إستطاعت قوات الأمم المتحدة كسر الحصار والخروج من محيط بوسان في هجوم مُضاد. كانت المعركة هي أبعد نقطة يتقدم فيه الجيش الشعبي الكوري في الحرب، حيث أدى القتال اللاحق إلى وصول الحرب إلى طريق مسدود.

## الخلفية

### بداية الحرب
بعد اندلاع الحرب الكورية، قررت الأمم المتحدة إرسال قوات لدعم كوريا الجنوبية، التي تعرضت للغزو من قبل كوريا الشمالية المجاورة. أرسلت الولايات المتحدة بعد ذلك قوات برية على عجل إلى شبه الجزيرة الكورية بهدف صد الغزو الكوري الشمالي ومنع كوريا الجنوبية من الانهيار. ولكن، كانت القوات الأمريكية في الشرق الأقصى تتناقص بشكل مطرد منذ نهاية الحرب العالمية الثانية قبل خمس سنوات، وكانت أقرب القوات في ذلك الوقت هي فرقة المشاة الرابعة والعشرون التابعة لجيش الولايات المتحدة الثامن، والتي كان مقرها الرئيسي في اليابان. كانت الفرقة ضعيفة القوة، وكانت معظم معداتها قديمة بسبب التخفيضات في الإنفاق العسكري. ومع ذلك صدرت أوامر لفرقة المشاة الرابعة والعشرين بالدخول إلى كوريا الجنوبية.
اجتاح الجيش الشعبي الكوري، الذي يبلغ قوامه 89,000 رجل، كوريا الجنوبية في ستة طوابير أو محاور، مُفاجئاً جمهورية كوريا وهزمها تمامًا. عاني جيش جمهورية كوريا الأصغر حجمًا من نقص واسع النطاق في التنظيم والمعدات، ولم تكن مستعدة للحرب. تتحرك بثبات جنوبا. متفوقون عدديًا، دمرت قوات الجيش الشعبي الكوري أي مقاومة من الـ38,000 جندي من جمهورية كوريا على الجبهة قبل أن يبدأو بالتحرك جنوبًا بثبات. أضطرت أن تتراجع معظم القوات الكورية الجنوبية في مواجهة الإجتياح وبحلول 28 يونيو، استولى الجيش الشعبي الكوري على عاصمة كوريا الجنوبية سيول، مما أجبر الحكومة وقواتها الممزقة على التراجع جنوبًا. على الرغم من تراجعها بشكل مطرد بدأت قوات الجيش الجنوبي بزيادة مقاومتها في الجنوب، على أمل تأخير وحدات الجيش الشمالي قدر الإمكان. وتقاتلت الوحدات الكورية الشمالية والجنوبية للسيطرة على عدة مدن، وألحقت خسائر فادحة ببعضها البعض. دافعت جمهورية كوريا عن يونجدوك بشراسة قبل إجبارها على التراجع، وتمكنت من صد القوات الشمالية في معركة أندونج.
تعرضت القوات الأمريكية، التي كانت أقل عددًا وقليلة التجهيز، والتي انخرطت بطريقة مجزأة ومفاجئة حسب سرعة نشر كل وحدة، للهزيمة مرارًا وتكرارًا ودُفعت جنوبًا. تكبدت الفرقة الـ24، وهي أول فرقة أمريكية تم إرسالها، خسائر فادحة في معركة تايجون في منتصف يوليو، والتي تم طردهم منها بعد قتال عنيف. تم دحر والقضاء على عناصر الكتيبة الثالثة وفوج المشاة التاسع والعشرون، الذين وصلوا حديثًا إلى البلاد، في هادونج في كمين منسق من قِبل القوات الشمالية في الـ27 من يوليو، مما أدي إلي ترك ممرًا مفتوحًا إلى مُحيط بوسان. بعد فترة وجيزة، استولت القوات الشمالية على مدينة تشينجو في الغرب، مما أدى إلى طرد فوج المشاة التاسع عشر وترك الطرق مفتوحة إلى بوسان. تمكنت الوحدات الأمريكية بعد ذلك من صد وهزيمة القوات الجيش الشعبي الكوري الشمالي ودفعه للخلف على جانب الخطوط الأمامية في معركة الشق في 2 أغسطس. ومع تعرضها لخسائر متزايدة، انسحبت قوة الجيش الشعبي الكوري من الجانب الغربي لعدة أيام لإعادة التجهيز والتعزيزات. منح هذا كلا الجانبين مهلة لعدة أيام للتحضير للهجوم على محيط بوسان.

### المرحلة التمهيدية للهجوم على محيط بوسان

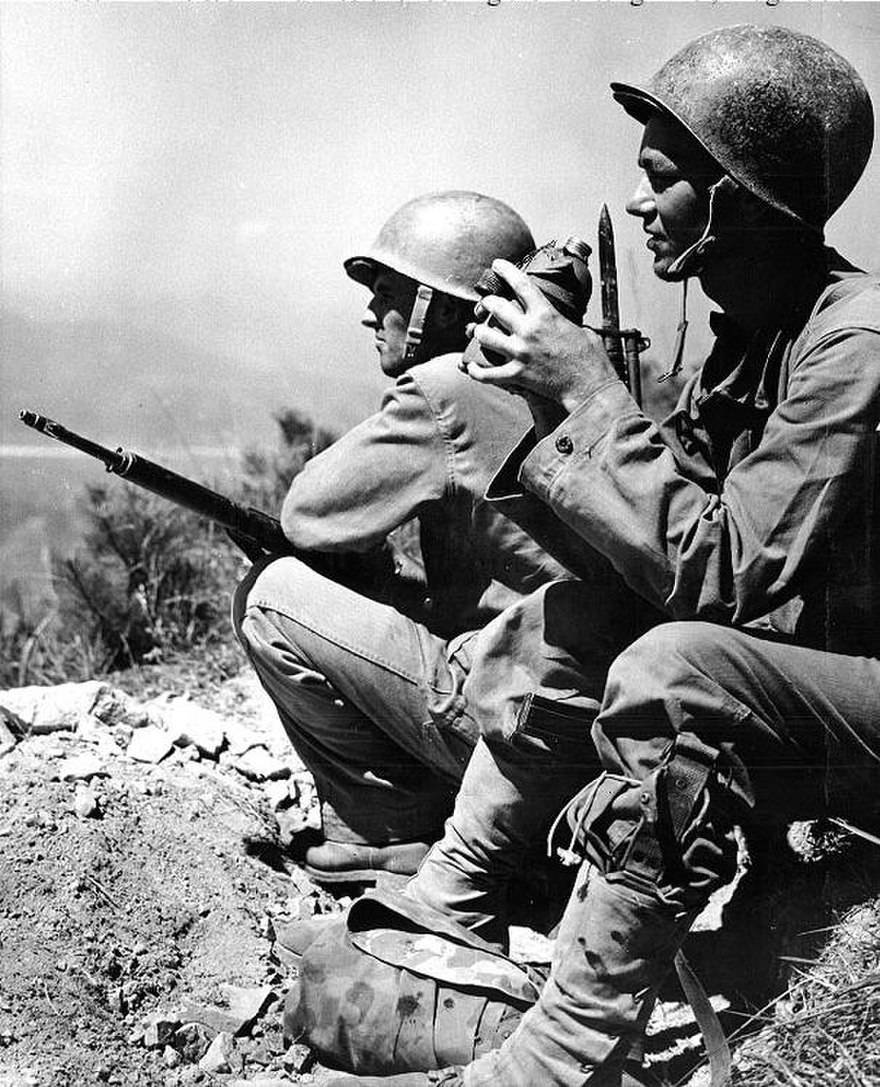
مشاة البحرية الأمريكية يجلسون في موقع تم الاستيلاء عليه حديثًا ويطل على نهر ناكتونج، في 19 أغسطس